# Adriana Díaz Contreras
Adriana Díaz Contreras (Cuernavaca, Morelos; 1 de marzo de 1970) es una política mexicana, miembro del Partido de la Revolución Democrática.
Adriana Díaz Contreras es pasante de Ingeniería en Desarrollo Rural, se ha desempeñado en cargos en la Secretaría de la Reforma Agraria, el Instituto Nacional de Estadística y Geografía, la Secretaría de Desarrollo Social y la Secretaría de Agricultural, Ganadería, Desarrollo Rural, Pesca y Alimentación, además de consejera municipal, Estatal y Nacional del PRD y Secretaria Técnica de la fracción perredista en el Congreso de Morelos. Fue diputada federal plurinominal a la LX Legislatura de 2006 a 2009.
El 11 de mayo de 2007 denunció que fue agredida y golpeada por elementos del Estado Mayor Presidencial cuando se manifestaba frente a la Residencia Oficial de Los Pinos.
El 29 de agosto de 2020 fue elegida Secretaria General del Partido de la Revolución Democrática, cargo que desempeñó hasta la disolución del PRD el 19 de septiembre de 2024.